# Francesco Francescon
Francesco Francescon, né le 17 novembre 1928 à Padoue, est un ancien arbitre italien de football.

## Biographie
Francesco Francescon officia de 1959 à 1973, et internationalement de 1964 à 1973. Il fut récompensé lors de la saison 1967-1968 du Premio Giovanni Mauro, récompense pour le meilleur arbitre de la saison.

## Carrière
Francesco Francescon a officié dans des compétitions majeures : 
- Coupe d'Italie de football 1970-1971 (finale)
- JO 1972 (2 matchs)